# Ничев, Димо
Димо Тодоров Ничев (болг. Димо Ничев; 4 августа 1876, Котел, Сливенская область — 2 апреля 1952, София) — болгарский архитектор, который в сотрудничестве с Георгием Финговым, Николой Юруковым и Георгием Апостоловым спроектировал большое количество общественных, школьных и жилых зданий в Софии, определяющих облик столицы по сей день.

## Биография

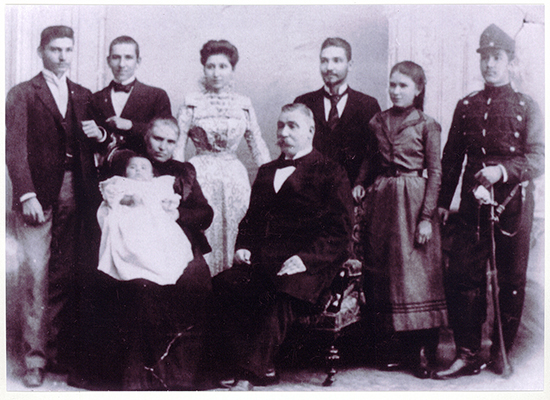
Семья арх. Д. Ничев

Родился 4 августа 1876 года в городе Котель в семье Тодора Ничева — предпринимателя, и его жены Марии. Являлся 2-м сыном из 6-х детей. После большого пожара, уничтожившего город, вся семья эмигрировала в Северную Добруджу, где Тодор Ничев купил недвижимость и стал мэром города Кюстеня (сегодня Констанца в Румынии).
Окончил начальную школу в Кюстении, неполную гимназию в Брашове (Румыния), гимназию в Граце, Австро-Венгрия (1895 г.) по специальности «Архитектура» Мюнхенского технического университета, Германия (1901 г.). Самобытный, культурный человек знающий 8 иностранных языков — румынский, немецкий, французский, английский, венгерский, турецкий, греческий и итальянский.
После окончания обучения он покинул Мюнхен, чтобы вернуться на родину в Видин. В Кюстеню он не вернулся, так как город уже находится на территории Румынии, а он хочет жить и работать в Болгарии. Он стал районным архитектором в Видине, женился на Христине Каракашовой и оставался там до 1908 года.
В 1908 году он переехал с семьей в Софию. Ничев продолжает и завершает строительство центральной городской бани (по проекту архитекторов Фридриха Грюнангера, Петко Момчилова и Йордана Миланова). Также Ничев спроектировал и построил «Современный театр» на бульваре «Принцесса Мария Луиза», кинотеатр «Цанко Церковски», сейчас «Современный театр».
Димо Ничев дружил с архитектором Георгием Финговым (1874—1944) и в 1909 г. создала совместное архитектурное бюро, в которое позже вошли архитектор Никола Юруков (1877—1923), а после его смерти — Георгий Апостолов (1891—1967). В период с 1909 по 1930 год их объединение было самым известным архитектурным бюро в Софии. Талантливый коллектив развил богатую творческую деятельность по проектированию и строительству ряда крупных общественных и жилых зданий, которые и по сей день имеют определяющее значение для облика Софии. В 1911 году муниципалитет объявил тендер на строительство школьных зданий, который выиграл «Фингов-Ничев-Юруков». За год их бюро спроектировало 8 школ — в стилистике различных образцов Сецессиона. Все эти постройки отличает четкая стилистическая особенность
Согласно мнению Ивана Аврамова «все без исключения общественные и жилые здания по их проектам мастерски помещены в свою градостроительную среду, с удачно подобранными масштабами, акцентами и архитектурными формами. Сильное впечатление производит умелое сочетание архитектуры с пластикой и декоративно-прикладным искусством, особенно ярко проявляющееся в угловых частях зданий» (журнал «Архитектура»/1987). Согласно исследованиям того же автора, между архитекторами-партнерами было замечательное взаимопонимание и консенсус. Димо Ничев был не только генератором ценных творческих идей, но и точным исполнителем чертежей, деталей.
В 1914 году архитектор Димо Ничев построил собственный 3-х этажный дом на бул. «Евлоги Георгиев» напротив Военной академии который позже стал памятником культуры.
Димо Ничев участвовал командиром роты в звании капитана в Балканской войне (1912 г.) и в Первой мировой войне (1916—1918 гг.). За храбрость награждён тремя офицерскими орденами. Награждён также орденами за гражданские заслуги.
В 1927 году партнеры Георгий Фингов и Димо Ничев стали поручителями русского предпринимателя Шурунова по строительству тоннелей на железнодорожной линии Раковски — Хасково — Кырджали. Через год Южная Болгария была опустошена катастрофическим Чирпанским землетрясением, доведшим предпринимателя до банкротства. Его поручители теряют все свое состояние. Семейный дом Ничев был продан под гарантии тогдашнему министру финансов Кириллу Гуневу и после 9 сентября 1944 года национализирован.
Ничев был назначен начальником архитектурного отдела столичного муниципалитета. В пенсионном возрасте работал в Управлении строительства (позже Военная проектная организация ПРОНО) Военного министерства и Министерства общественных зданий и работ.
Димо Ничев завершил свой творческий и жизненный путь в Софии 2 апреля 1952 года. У него остались 4 внучки и внук: актриса Адриана Андреева (1939 г.р.), доктор Вера Штерева (1939 г.р.), инженер Петар Ничев (1944 г.р.), инженер Сильвестра Наневски- Ниша (1951) и Антония Ничева (1952).

## Работы архитектурного бюро

### Начальные школы в Софии (1911—1912 гг.)
- 6 Начальная школа «Графа Н. П. Игнатьева», ул. 6 Сентября, 16.
- Начальная школа «Тодор Миньков», 20, бульв. «Князь Борис», 27
- 38 Начальная школа им. Василя Априлова, ул. Шипка, 40
- Начальная школа Константина Фотинова, 46, бульвар Христо Ботев, 109
- Начальная школа «Иосиф Ковачев», 48, улица «Клокотница», 21
- 120 начальная школа «Г. С. Раковского», ул. «Папа Иоанн Павел II» 7, Лозенец
- 129 Начальная школа «Антим-I», ул. «Султан Тепе» 1
- Начальная школа экзарха Джозефа

### Общественные здания
- Софийская торгово-промышленная палата, позднее головной офис ЦИБАНКа, ул. Славянская, 2 (угол с Беньковской) (1912 г.)
- Софийский банк, позже головной офис ДСК Банка, в Софии, ул. Московская, 19 (пересечение с Беньковской, 1914 г.)
- Болгарский коммерческий банк, ул. Графа Игнатьева, 10 и ул. Ангела Канчева (1921 г.), ныне Корпоративный коммерческий банк.
- Кооперативная сберегательная страховая компания, позднее здание ДЗИ, бульвар Царь Освободитель и улица Беньковская (1926 г.)
- Феникс Палас, здание Болгарского акционерного страхового общества «Феникс», бульвар Дондуков, 3 (1927 г.)
- Кооперативный торговый дом, улицы Позитано и улицы Алабина (1923 г.)
- Ресторан Балабанов (1923)
- Страховая компания Сэм Патак, бульвар Дондуков (1925 г.)
- Компания «Сила», улицы «Аксакова» и «6 сентября» (1926 г.)

### Жилые дома и дома
- Жилищный кооператив на улице Кракра (1923 г.)
- Жилищный кооператив «Согласие» по улице «Веселец» (1923 г.)
- Дом доктора Славчева на улице Ивана Вазова (1923 г.)
- Дом Губидельникова на улице царя Шишмана (1924 г.)
- Дом Г. Атанасова на улице Шипка (1924 г.)
- Дом Ивана Стоянова на улице Графа Игнатьева (1924 г.)
- Дом Конфино на улице Ивана Вазова (1924 г.)
- Дом полковника Басмаджиева на улице Евлоги Георгиева (1924 г.)
- Дом Ивана Цонева на Стамболийском бульваре (1925 г.)
- Дом инженера Т. Цонева на улице Кирилла и Мефодия (1925 г.)
- Дом Тодора Иванова на «П. Евфимий» (1925)
- Жилищный кооператив по улице «Шипка» № 41, угол с «Проф. Асен Златаров» (1937)

## Галерея

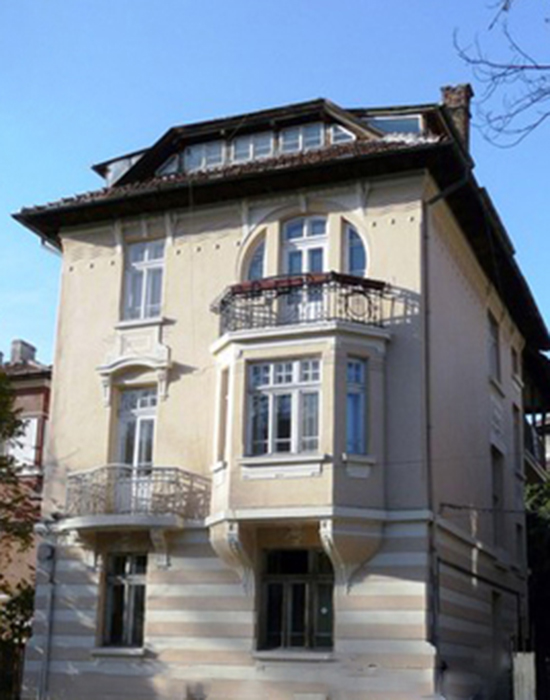
Дом арх. Димо Ничев на бульваре. «Евлоги и Христо Георгиеви»
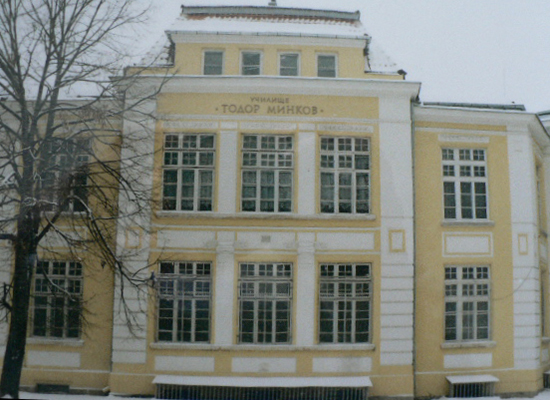
20 Начальная школа «Тодор Минков»
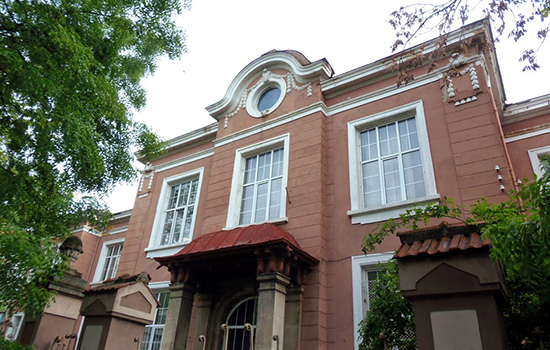
38 Начальная школа «Васил Априлов»
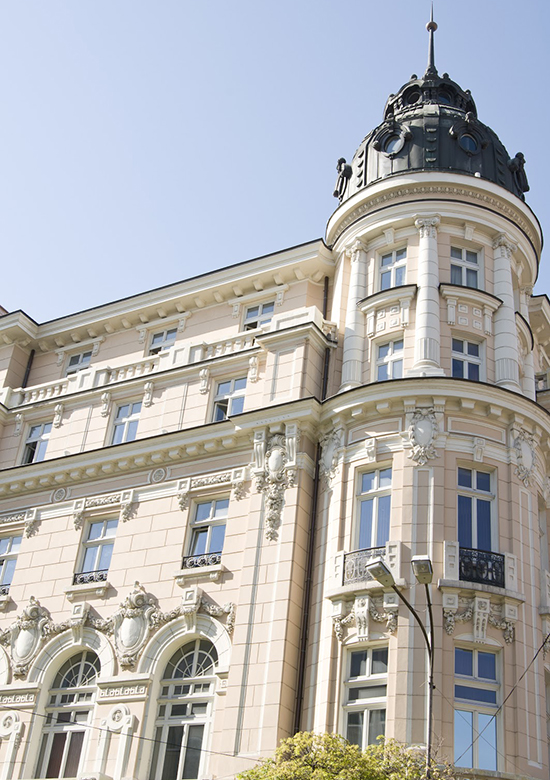
Софийская торгово-промышленная палата, позже штаб-квартира Сибанка, ул. Славянская, 2, Фингов-Ничев-Юруков
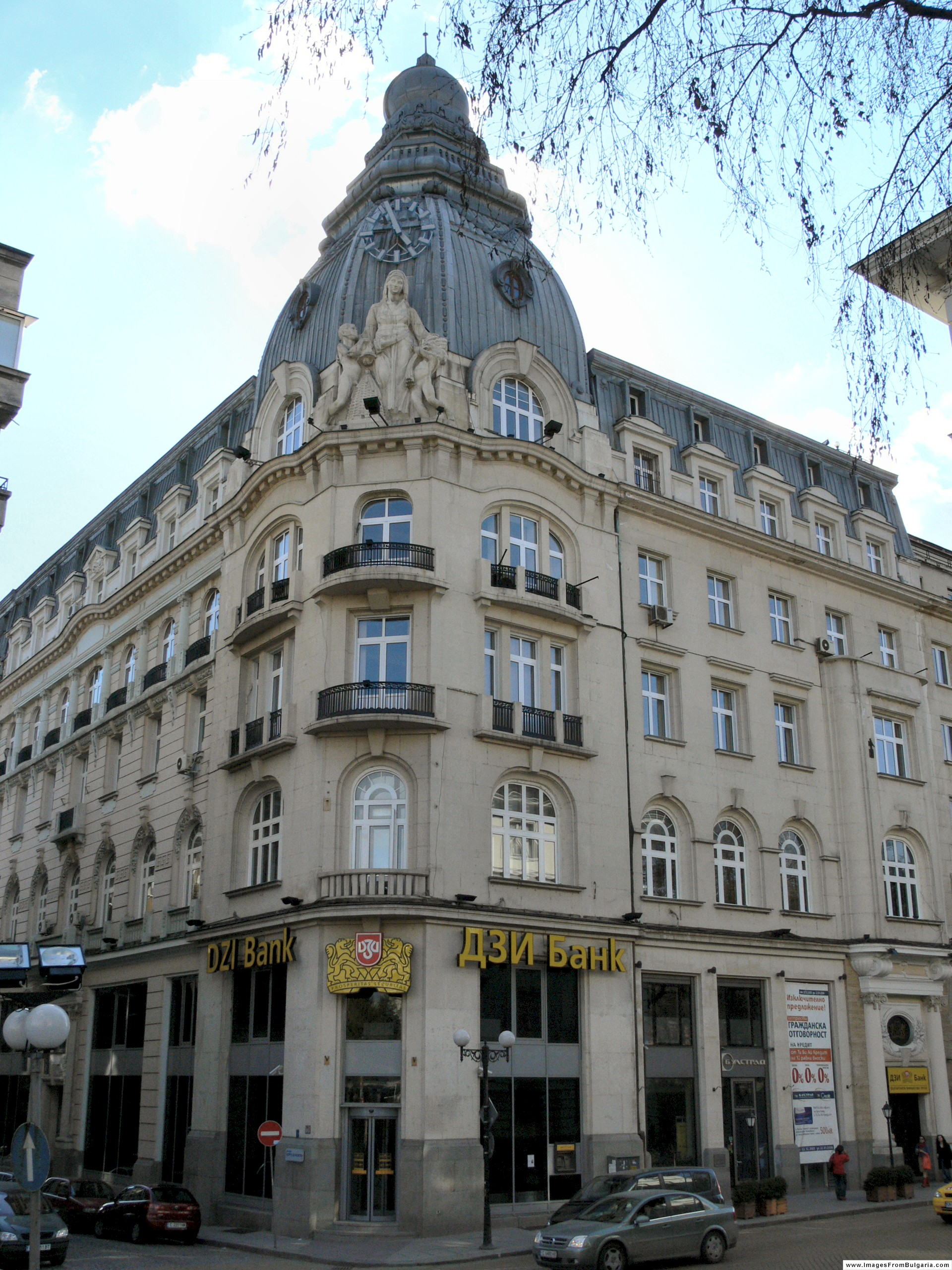
Штаб ДЗИ по проекту Фингова-Ничева-Юрукова
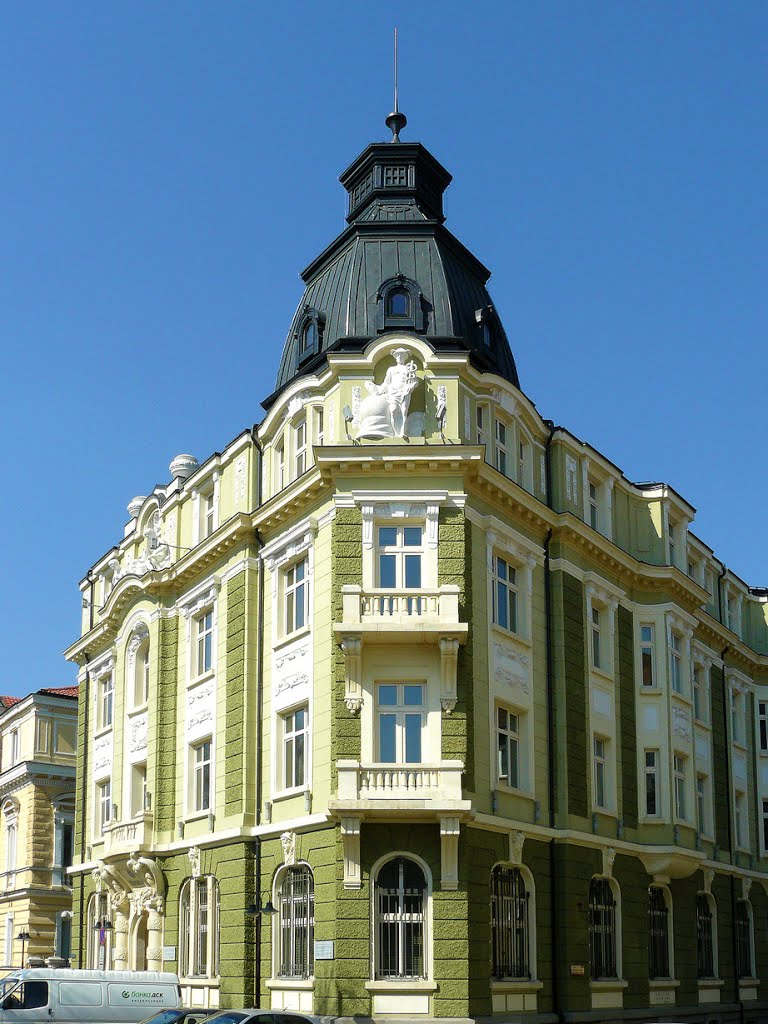
Штаб-квартира ДСК, ул. Московская и ул. Беньковской по проекту Фингова-Ничева-Юрукова.
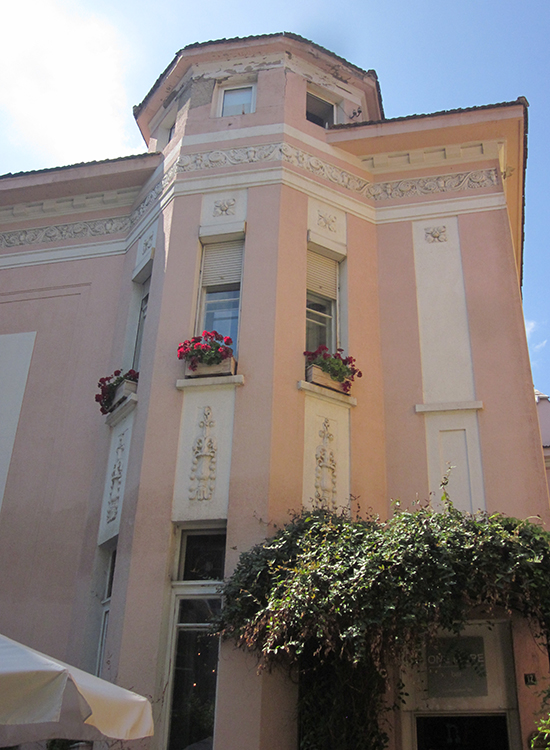
Дом Губидельникова, ул. Царя Шишмана, 12
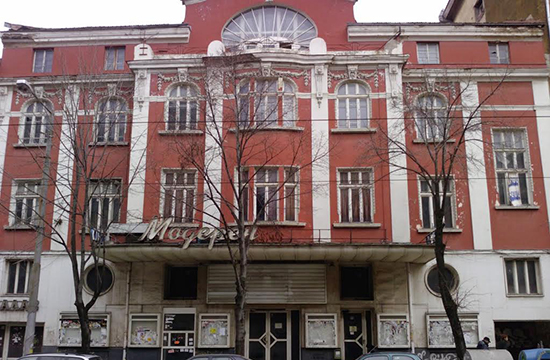
Современный театр, бул. Книга Мария Луиза